# Veronika bestämmer sig för att dö
Veronika bestämmer sig för att dö (originaltitel: Veronica decide morrer) är en roman av Paulo Coelho, utgiven 1998, med första svenska upplaga 2003.

## Handling
Romanen handlar om den unga kvinnan Veronika som bor i Slovenien. På utsidan tycks hon ha allt. Hon är vacker, ung, har fast anställning, en familj som tycker om henne, vänner och beundrare. Men Veronika är inte nöjd med sitt liv, hon är inte lycklig.
Morgonen den 11 november 1997 bestämmer sig Veronika för att dö. Hon städar noggrant sitt rum som hon hyr på ett nunnekloster, väljer att inte skriva något avskedsbrev, tar en överdos med sömntabletter och lägger sig i sin säng och inväntar döden. Men döden kommer aldrig. Istället vaknar hon upp på ett sjukhus.
På sjukhuset berättar läkarna för henne att hennes hjärta är skadat och att hon bara har dagar kvar att leva. Veronika blir nöjd, då kommer hon i alla fall att dö, även om det tog lite längre tid än hon hade tänkt. Hon flyttas sedan till ett mentalsjukhus, Vilette, där hon skall tillbringa sina sista dagar i livet. I början är hon helt inriktad på att dö, men sakta börjar hennes ögon öppna sig för livet på Vilette, och människorna som bor där. Man får följa Veronika de dagarna. Hennes tankar och känslor om döden, galenskap och livet.

## Om boken
Veronika bestämmer sig för att dö kritiserar starkt mentalvården och genom denna bok bidrog Paulo Coelho delvis till att få igenom den lag mot tvångsintagning på mentalsjukhus som nu införts i Brasilien. Rättigheterna är sålda till 40 olika länder och mer än 5 miljoner exemplar har sålts världen över. Därtill har bland annat nobelprisvinnaren Kenzaburo Oe höjt romanen till skyarna och Sinéad O'Connor har kallat den för den mest fantastiska bok hon någonsin läst.

## Filmatisering
År 2009 kom en filmatisering av boken i regi av Emily Young och med Sarah Michelle Gellar som Veronika och Jonathan Tucker som Edward.